# Dion Van Schie
Dion Van Schie (ur. 28 kwietnia 1984 r. w Haarlem) – holenderski wioślarz.

## Osiągnięcia
- Mistrzostwa Świata – Poznań 2009 – ósemka wagi lekkiej – 3. miejsce[1].